# 446 Етернітас
446 Етернітас (446 Aeternitas) — астероїд головного поясу, відкритий 27 жовтня 1899 року у Гейдельберзі.